# Eriococcus perplexus
Eriococcus perplexus är en insektsart som beskrevs av Hempel 1900. Eriococcus perplexus ingår i släktet Eriococcus och familjen filtsköldlöss. Inga underarter finns listade i Catalogue of Life.